# 俄罗斯陆军第58合成集团军
荣膺苏沃洛夫勋章的近卫第58诸兵种合成集团军是俄罗斯联邦陆军的一支集团军，隶属于南部军区，总部位于北奥塞梯-阿兰共和国弗拉季高加索。

## 历史
1995年，以北高加索军区的第42军为骨干，组建了第58合成集团军，隶属于北高加索军区。1999年第二次車臣戰爭时期，第58合成集团军、第22近卫合成集团军、第3摩托化步兵师等单位合编为北高加索联合集团军群西部方向部队，于10月向车臣发动进攻。2000年1月17日，军队攻入车臣首府格罗兹尼。1月19日，在格罗兹尼战斗中，集团军副司令马洛费耶夫阵亡。
2004年9月1日至3日，第58集团军参加了别斯兰人质危机营救行动。
2008年8月3日，第58集团军的5个营部署到羅克斯基隧道附近。2008年8月8日，俄格戰爭爆发，第58集团军进入南奥塞梯开始攻势。8月9日迅速控制茨欣瓦利。8月9日下午，集团军司令阿纳托利·赫鲁廖夫遇袭受伤。
2010年起，隶属于南部军区。
2023年9月26日，俄羅斯总统普京发布总统命令，授予南部军区第58合成诸兵种集团军“近卫”称号。